# バイオニクル ヒーローズ
バイオニクル ヒーローズ（Bionicle Heroes）はTPS、FPSゲーム。バイオニクルの2006年のキャラクター、トア・イニカとピラカが登場する。また既存の敵も登場する。プレイヤーは敵を倒してパズルを解き、全体を通して個々の特殊能力を最大限に高め、より強力な武器を得る。日本ではエレクトロニック・アーツよりPlayStation 2で2007年1月18日、ニンテンドーDSで2007年3月15日発売。

## ゲームプレイ

### コンソール版
Voya Nuiの島に生息する動物を凶暴な存在に変えるためMask of Lifeの力を使ったピラカを止めるためあるヒーローを操作する。主人公はトア・イニカのマスクをつけることによって外見や能力をトワ・イニカに変身させる。プレイヤーは集めたマスクを自由に付け替えることができるがライフがなくなると現在所持しているマスクはなくなり、再びトアになる前にマスクを見つけることになる。マスクを手に入れることによって既に持っているものでもライフを回復させる。
プレイ中にプレイヤーはポイントの異なるレゴピースを集める。メーターが満タンになるまで集めると「ヒーローモード」が発動、体が金色に光って無敵状態になる。集めたポイントはゲーム内のレゴショップでアイテムやアップグレードを購入するために使う。Toa Mataのツールから始まり、Toa Metruやトア・イニカのツールにアップグレードすることによって武器をアップグレードできる。アーマーや特別な能力もアップグレードできる。
各レベルにはレゴ建物、その組み立てがある。Toa Hewkiiによって活性化された通常の組み立てとヒーローモードによって活性化されたものを終わらせて組み立てることができ、再びポイントを集めるまでヒーローモードは発動しない。活性化されたときにボーナスが得られるキャラクター固有の組み立てもある。
全レベルにあるキャニスターは集めるとボーナスを得られる。シルバーキャニスターを全て手に入れるとアンロックされる敵がいる。各レベルにはシルバーキャニスター5体、ゴールドキャニスター4体がいて、ビラカレベルにはそれぞれ4体のキャニスターがいる。7人のビラカ、2003年のストーリーからRahkshi、そしてニディーキ、クレッカ、ルーダカ、シドラック、Brutaka、Axonnも敵として登場する。
全25レベルに19のボスがいる。ボーナスエリア、Piraka Playgroundもありメインレベルで負けた後に行くことができる。ショップで追加グランドを購入、買えるボーナスレベルは3つあってPiraka Playgroundからアクセスする。

### ニンテンドーDS版
FPSタイプで37のレベルと6のボスがいる。レベルは7つのエリアに分かれ6つのピラカエリアごとに5つレベル、最終エリアには7つのレベルMakuta's Domainがある。最終エリアFinal Showdownでは6人のビラカ全員と戦わなければならない。
プレイヤーのライフがなくなるとプレイヤーが集めたレゴが一部失われる。ショップ売り以外で集めたレゴピースとルーンを組み合わせると12種類あるうちいずれかのボーナスを入手できる。ボーナスのオンオフは可能。同時に複数のボーナスを解禁することはできない。

### ゲームボーイアドバンス版
トップダウンランアンドガンシューティングゲーム風の内容でストーリーはDS版と似たものである。25のレベル（各領域4つ、最終レベル）があり、各領域に2つの通常レベルがある。オブジェクトずっと続く場所でプレイヤーは全ての敵を倒すサバイバルレベルとビラカを倒す領域のボスレベルがある（最終レベルはボスレベル）。ゲーム中のトアは3つの形態があってマスクを集めるたびにアップグレードする。第一形態はToa Mata、第二形態はToa Nuva、第三形態はトア・イニカになる。ショップでは売っておらず各レベル終了時のポイントを集めてレゴピースを使う。プレイヤーははっきりしない効果のcluck gun（プレイヤーのニワトリ発射武器）、ゾンブレロ（トアが身に着けている）、フェイクを解くできるシンボルの収集もある。これは唯一の敵から生み出されたものを含むバージョン。

## 開発
2005年後半に開発を始め、約1年間続いた。Traveller's Talesの社員20-25人によって開発された。ストーリーラインは2006年版に基づいているがボロック（2002、03年）やVahki（2004年）といったそれ以前のキャラクターも登場している。創作の幅が狭まってしまうため決まった年のストーリーラインを厳守するわけではなくできるだけ多くのバイオニクルキャラクターのオリジナルのストーリーを作ることに決めた。ファンの期待とバランスを取るのは困難であった。ゲームエンジンはレゴ スター・ウォーズ THE VIDEO GAMEと同様のものを使用した。開発チームは高品質にしたいと考えていたがいくつかの問題に直面した。彼らはプラットフォームに「限界」まで詰め込んだためマルチプレーヤーオプションやカスタムキャラクターの搭載はできなかった。声優もレベルデザインのスペースのためにあまりなかった。オープニングとクローズのカットシーンに限られていた。2006年のストーリーラインのトア・イニカの能力から泳げないなどデザインに制限をした。ストーリーもシンプルになった。特定のキャラクターをプレイするのではなくプレイヤーが「主人公」としてイニカの能力を使うことにした。DS版にはマルチプレイヤーを搭載したがGBA版はコンソール版のオーバー・ザ・ショルダーシューティングスタイルにすることができず2Dオーバーヘッド視点ということになった。GBAポートは別の開発チームが担当していた。本作は2006年5月に正式に発表された。

## 評価
GameSpotは「レゴピースを遠くから拾うとあなたはゲーム中3分2から3分の4は無敵になる。これはボス戦の前のほとんどがつまらなくなる」と述べてヒーローモードを繰り返すゲームであることを批判した。
DS版はファミ通クロスレビューでは6、6、7、6の25点。「一人称シューティングながら難易度が低くてサクサク進める」「タッチペンによる視点変更が秀逸」「仕掛けがレゴらしくて面白い」とした一方「敵の種類が少ない、ボス戦以外は単調、武器を使い分ける意味が感じられない」「ストーリー性が薄い」「マスクのアンロック方法の説明がない」「一部のマスクが強力過ぎる」とした。